# Bandy i USA
Bandy i USA organiseras av USA:S bandyförbund och utövas främst i delstaten Minnesota, som är landets bandyfäste. Både på herr- och damsidan befinner USA:s landslag sig strax under den yttersta världseliten. De nationella seriematcherna i USA varar bara i 50 minuter (2009), eftersom de ekonomiska kostnaderna för isen är höga.

## Historia

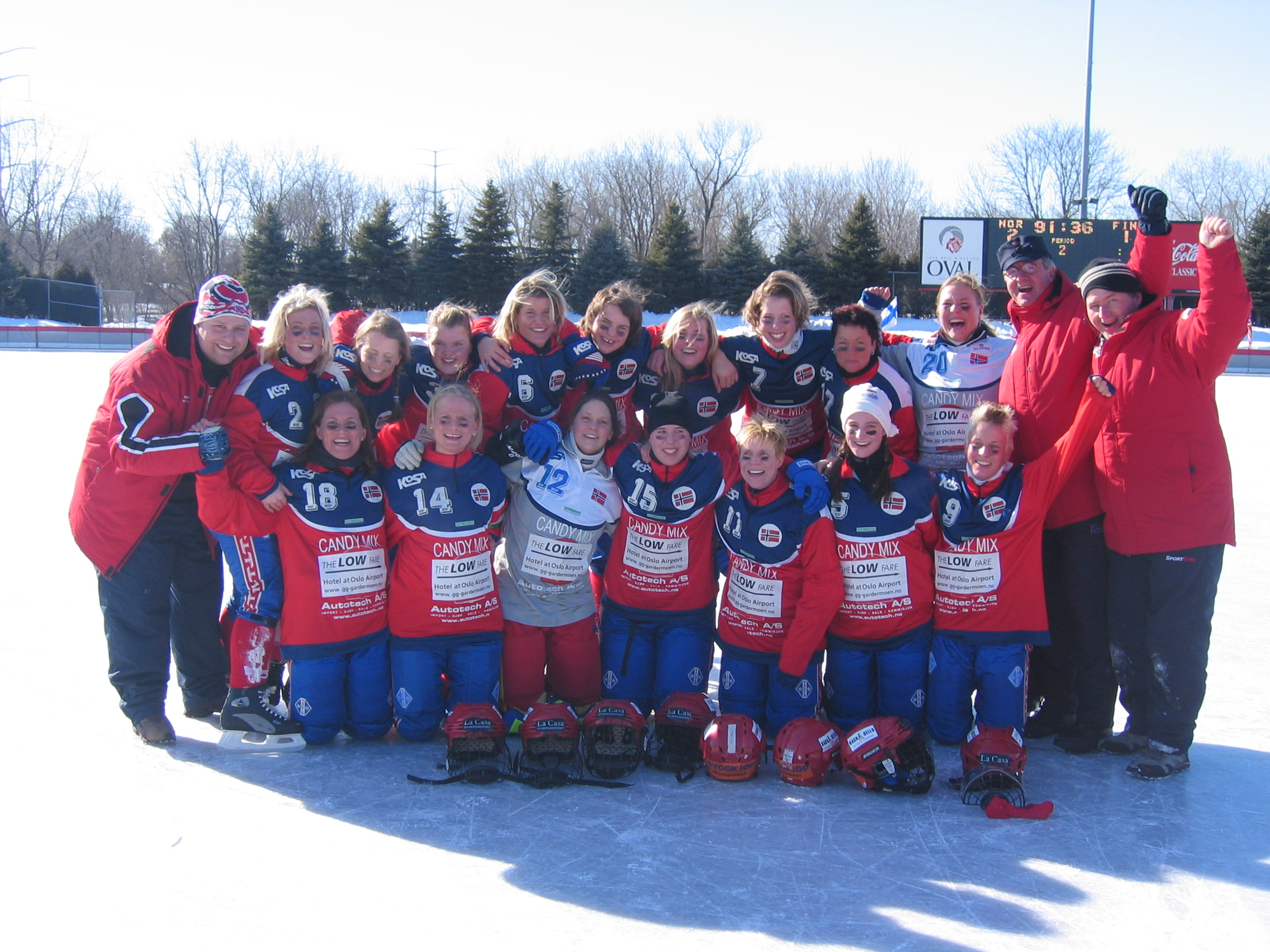
I februari 2006 spelades världsmästerskap för damer i Minnesota. Här firar Norge bronsmedaljen.

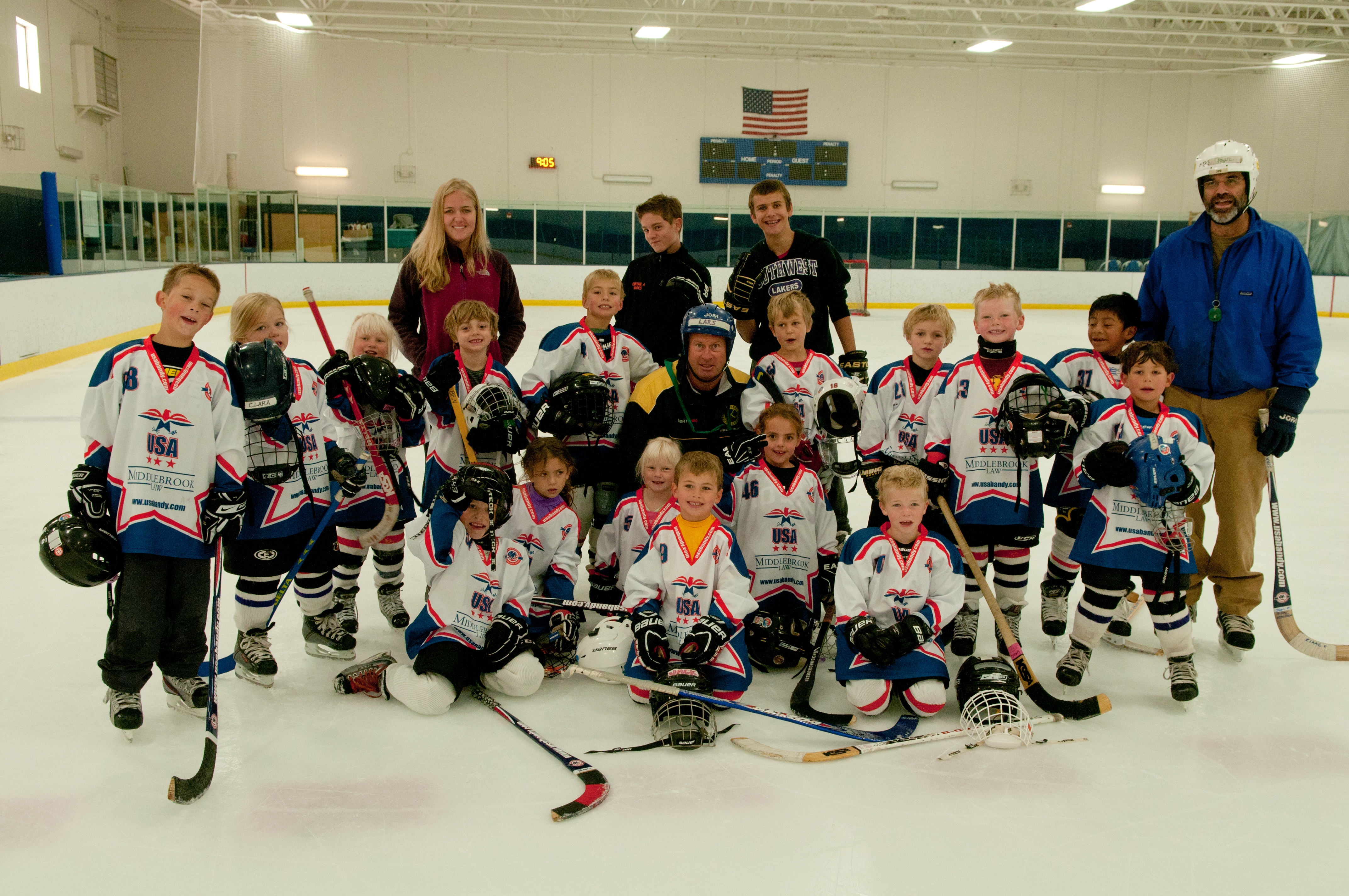
Sommarbandyläger för ungdomar i Minnesota, augusti 2013.

Ett liknande spel som kallades ispolo utövades i USA i slutet av 1800-talet, men det dog ut framåt slutet av 1890-talet, då den kanadensiska sporten ishockey introducerats. 1973 startade USA:s softbollförbund diskussioner med Internationella bandyförbundet om att sprida både softboll och bandy runtom i världen, och utbytet inleddes 1976. Den första bandymatchen i USA spelades i december 1979 i Edina, Minnesota mellan Sveriges juniorlandslag och svenska klubblaget Brobergs IF.
I december 1980 anlitade Svenska Bandyförbundet bandyinstruktören Gunnar Fast, som begav sig ut på resa till Minnesota för att sprida bandyn i USA. Under säsongen 1980–1981 bildades USA:s bandyförbund.
USA:s första landskamp spelades i Oslo i Norge den 5 november 1983, och förlorades med 1–6 mot Norge. I februari 1985 deltog för USA i sitt första världsmästerskap, och vid premiärmatchen i Drammen fick man stryk med 1–5, även den gången mot Norge.
Under de tidiga åren utövades bandy i USA främst av mindre framgångsrika ishockeyspelare, som brukade byta sport efter college. Senare började man satsa alltmer på ungdomsverksamheten[källa behövs]. I december 1993 invigdes den konstfrusna landisbanan John Rose Minnesota Oval, som ofta använts till bandymatcher. Alla seriematcher spelas där, trots att ett lag från Duluth finns med.
Damserier saknas (2008), i stället spelar damerna i en rekreationsdivision .
Inför säsongen 2007–2008 startades ett bandyprogram i Salt Lake City, med Olympic Bandy Club. Klubben spelar på skridskobanan som användes då orten anordnade de olympiska vinterspelen 2002 .

## Seriespel
• Amerikanska mästerskapet i bandy

## Landslag

### Herrar
USA:s bandylandslag grundades under 1980-talet, då bandy i organiserad form var en ung idrott i USA. USA deltog för första gången vid VM i bandy för herrar 1985 i Norge. VM-medalj har det aldrig blivit för USA, och trots flera storförluster mot de bästa lagen har det blivit segrar mot lag som Kanada, Nederländerna, Ungern och Vitryssland. Dessa segrar, tillsammans med flera små förluster mot Norge, innebär att USA inte tillhör de sämsta lagen. 1995 arrangerade delstaten Minnesota bandy VM för herrar.

### Damer
USA:s damer deltog i turneringar i Sverige i början av 1990-talet och fanns med vid VM 2004 i Finland, där USA slutade sist bland de fem deltagande lagen. Vid VM på hemmaplan i delstaten Minnesota 2006 gick det bättre, USA spelade 1-1 mot Norge i gruppspelet, och sedan undvek USA sistaplatsen genom att komma femma efter vinst med 2-0 mot Kanada i matchen om femte plats.

#### Studentlandslag
Vid Vinteruniversiaden 2019 deltog USA i damturneringen.

## Övrigt
6-9 maj 2010 spelade man en rinkbandyturnering i Las Vegas.